# Гарбузина

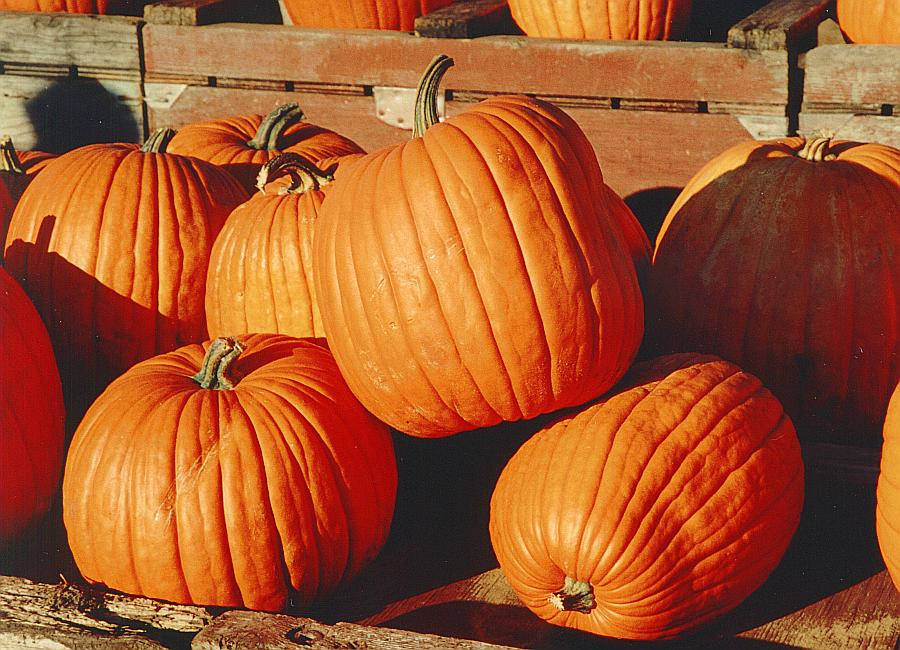
Плоди гарбуза

Гарбузина — м'ясистий багатонасіннєвий ягодоподібний плід. Відрізняється від власне ягоди наступним: а) має дерев'янистий екзокарпій; б) в утворенні плоду бере участь також квітколоже (такий плід називається несправжнім); в) мезокарпій і ендокарпій соковиті. Гарбузину мають: патисон, кавун, кабачок, гарбуз, огірок, диня.